# Songbird (canção de Oasis)
"Songbird" é uma canção da banda britânica Oasis e quarto single do seu quinto álbum Heathen Chemistry de 2002.

## Lista de faixas
- CD RKIDSCD 27

1. "Songbird" - 2:08
2. "(You've Got) The Heart of a Star" (Noel Gallagher) - 5:22
3. "Columbia" (Live) (Noel Gallagher) - 4:48

- 7" RKID 27

1. "Songbird" - 2:08
2. "(You've Got) The Heart of a Star" - 5:22

- 12" RKID 27T

1. "Songbird" - 2:08
2. "(You've Got) The Heart of a Star" - 5:22
3. "Columbia" (Live) Barrowlands, Glasgow, 13 de outubro de 2001. - 4:48

- DVD RKIDSDVD 27

1. "Songbird" - 2:07
2. "Songbird" (demo) - 2:48
3. Exclusive interview and live performance footage - 13:48

- CD Japonês

1. "Songbird"
2. "Songbird" (demo)
3. "Columbia" (Live)

## Posição nas paradas musicais
| País/Parada (2003)                    | Melhor posição |
| ------------------------------------- | -------------- |
| Canadá (Nielsen SoundScan)            | 2              |
| Europa (Eurochart Hot 100)            | 12             |
| Alemanha (Offizielle Deutsche Charts) | 81             |
| Irlanda (IRMA)                        | 10             |
| Itália (FIMI)                         | 6              |
| Escócia (Scottish Singles Chart)      | 1              |
| Suécia (Sverigetopplistan)            | 44             |
| Suíça (Schweizer Hitparade)           | 94             |
| Reino Unido (UK Singles Chart)        | 3              |

| País/Parada (2003)              | Posição fixada |
| ------------------------------- | -------------- |
| Reino Unido (UK Singles Charts) | 72             |